# Ponteceso
Ponteceso est une municipalité de la province de La Corogne située dans le nord ouest de l'Espagne, faisant partie de la communauté autonome de Galice.

## Lieux et monuments

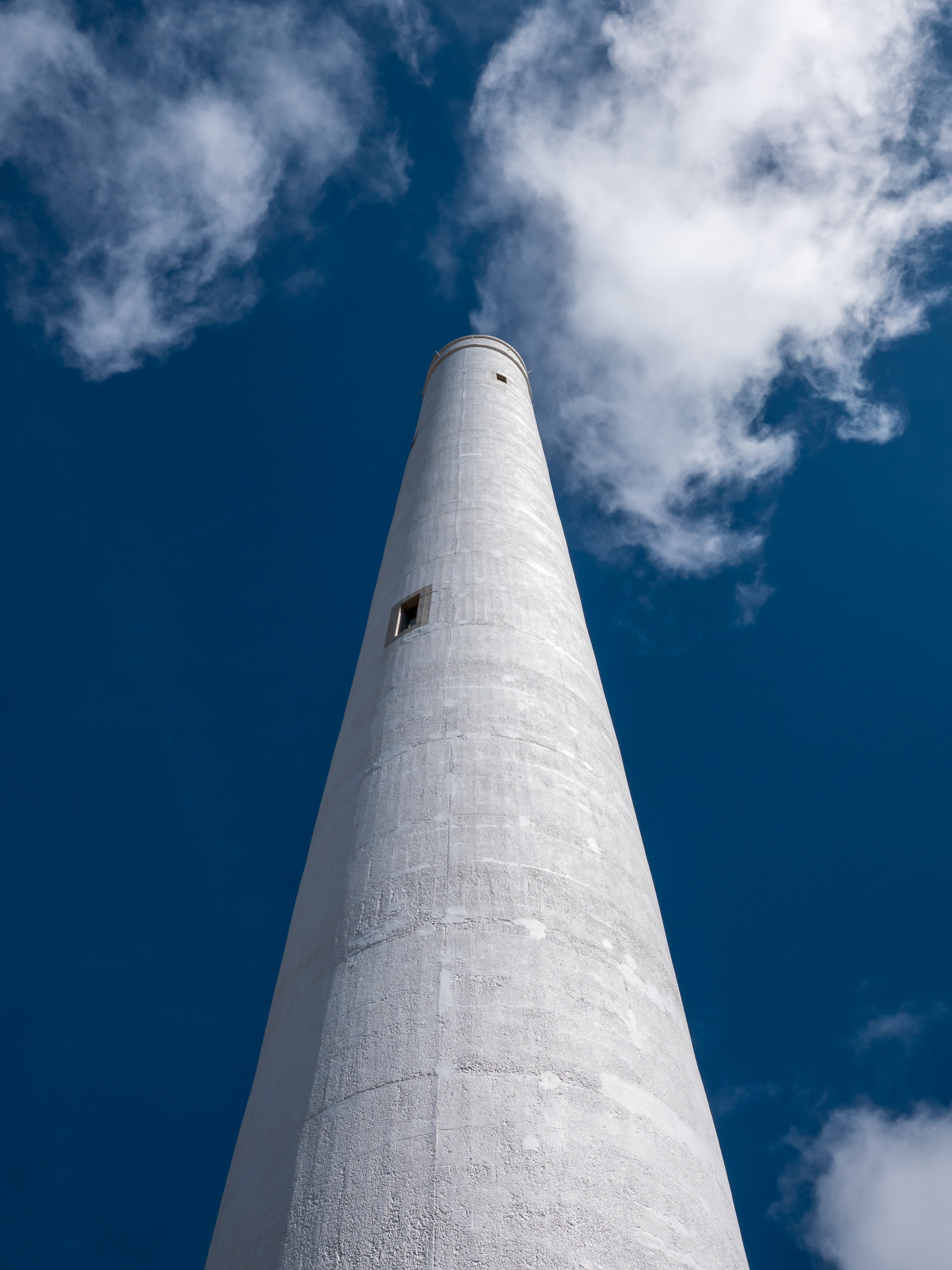
Virgen del Faro, un phare à Ponteceso. Septembre 2018.

## Personnalités
- Ramiro Figueiras Amarelle